# Château de Roberval
Le château de Roberval est un château français qui date essentiellement du XVIIIe siècle et qui doit son apparence actuelle à Charles de Rohan, prince de Soubise, seigneur de Roberval. Ce dernier vend la terre, la seigneurie et le château de Roberval en 1784, à Achille René Davène, seigneur de Fontaine (1745-1828), qui donnera naissance à la branche familiale subsistante Davène de Roberval.

## Description
Les façades, les toitures et les décors intérieurs du vestibule d’honneur, du salon d’honneur, de la salle à manger et du grand salon du château de Roberval, ainsi que le colombier et le parc ont été inscrits au titre des monuments historiques par arrêté du 13 juillet 1993.
Ce fut l'un des deux seigneurs de Roberval les plus illustres, Charles de Rohan, duc de Rohan-Rohan, prince de Soubise, maréchal de France, dit le maréchal de Soubise (1715-1787) qui donna au château ses façades actuelles, de style classique. Il fit également décorer les intérieurs dans le style Louis XVI dans les années 1770/80. La hauteur des toitures permet de supposer qu'elles subsistent du château Renaissance antérieur. Ce dernier avait porté l'empreinte de Jean-François de La Rocque de Roberval, l'autre célèbre seigneur que le village connut dans son histoire, et qui avait également fait reconstruire l'église.
L'édifice, à un étage, se décompose en un corps central, d'orientation est-ouest, et d'un pavillon latéral à l'ouest, faisant saillie. La ligne du toit de ce pavillon est perpendiculaire au corps central. Les façades se présentent en pierre de taille blonde de la région, sobres mais élégantes. Les toits sont couverts d'ardoise, et celui du bâtiment principal est agrémenté de deux lucarnes aux frontons surbaissés, ainsi que de petits œils-de-bœuf. Sept cheminées en brique rouge révèlent que l'ensemble des pièces est chauffé.
La façade nord donne sur le potager et le vaste parc, que le château domine légèrement. Au sud, vers la place du château, l'entrée se fait par une porte-fenêtre sous un arc plein cintre contrastant avec les autres ouvertures, rectangulaires. Le tympan est orné de bas-reliefs. Des colonnes doriques puis des bossages caractéristiques de l'époque des deux côtés de l'entrée ont la vocation d'attirer l’œil du visiteur sur cet élément central de la façade, et de créer une symétrie. En outre, l'entrée est surmontée par une balustrade devant la fenêtre d'honneur, qui lui est surmontée d'une guirlande. La décoration la plus emblématique est le fronton richement sculpté tout en haut, avec deux blasons au milieu, une couronne en haut et un cygne à gauche et à droite.
L'intérieur du château conserve son décor d'époque. Des corniches supportées par des consoles à triglyphes grecs, des frises à palmettes et des guirlandes florales agrémentent les murs, ornés également par des médaillons, des lambris peints en gris perle et sculptés d'agrafes, de bouquets et de guirlandes, et des glaces encadrées de motifs végétaux. Les trumeaux sont sculptés en vases. Ce décor s'inspirerait du Petit Trianon de Versailles.

## Le parc du château
Le parc de Roberval dans sa quasi-totalité (40 hectares) est inscrit au titre des sites naturels depuis le 29 mars 1947 et au titre des Monuments historiques depuis le 13 juillet 1993. S’étendant sur les communes de Roberval et de Rhuis, une partie du parc est sans doute réaménagée vers 1760 par le prince de Soubise. Il est probablement le commanditaire du jardin potager à la française, attribué à l’école de Le Nôtre (le paysagiste était mort depuis 1700, mais son œuvre était encore imitée soixante ans plus tard). D’après le plan de Roberval levé à l’époque du prince, l’espace rectangulaire cerné par les anciennes douves médiévales, délimitant un espace de presque un hectare, est divisé en quatre parties régulières par des espaliers et des allées. Chacun des quartiers est lui-même divisé en quatre rectangles allongés. Soubise conserve la perspective (aujourd’hui disparue) percée par Larocque sur sept cents mètres dans le prolongement du château, à travers prés et bois, en direction des collines de Rhuis. Un belvédère de style Louis XVI est édifié par Soubise au sommet du Mont Catillon (en dehors du périmètre inscrit).
La plus grande partie de l’actuel parc de Roberval est un jardin à l’Anglaise, type de parc mis à l’honneur dans notre région par le marquis de Girardin en 1776 au parc d'Ermenonville. Le parc de Roberval doit donc être postérieur, créé par M. Davène de Fontaine qui achète le domaine en 1784. Il est composé des éléments classiques des jardins à l’Anglaise : rivière artificielle, prairies, bois, fontaines de rocaille, pièce d’eau dotée d’une « île aux peupliers », ponts, perspective... Il reste quelques arbres remarquables, souvent centenaires : tulipier de Virginie, thuya géant qui s’est marcotté naturellement, cèdre du Liban, hêtre pourpre, marronnier, tilleul.

## Bâtiments annexes du château

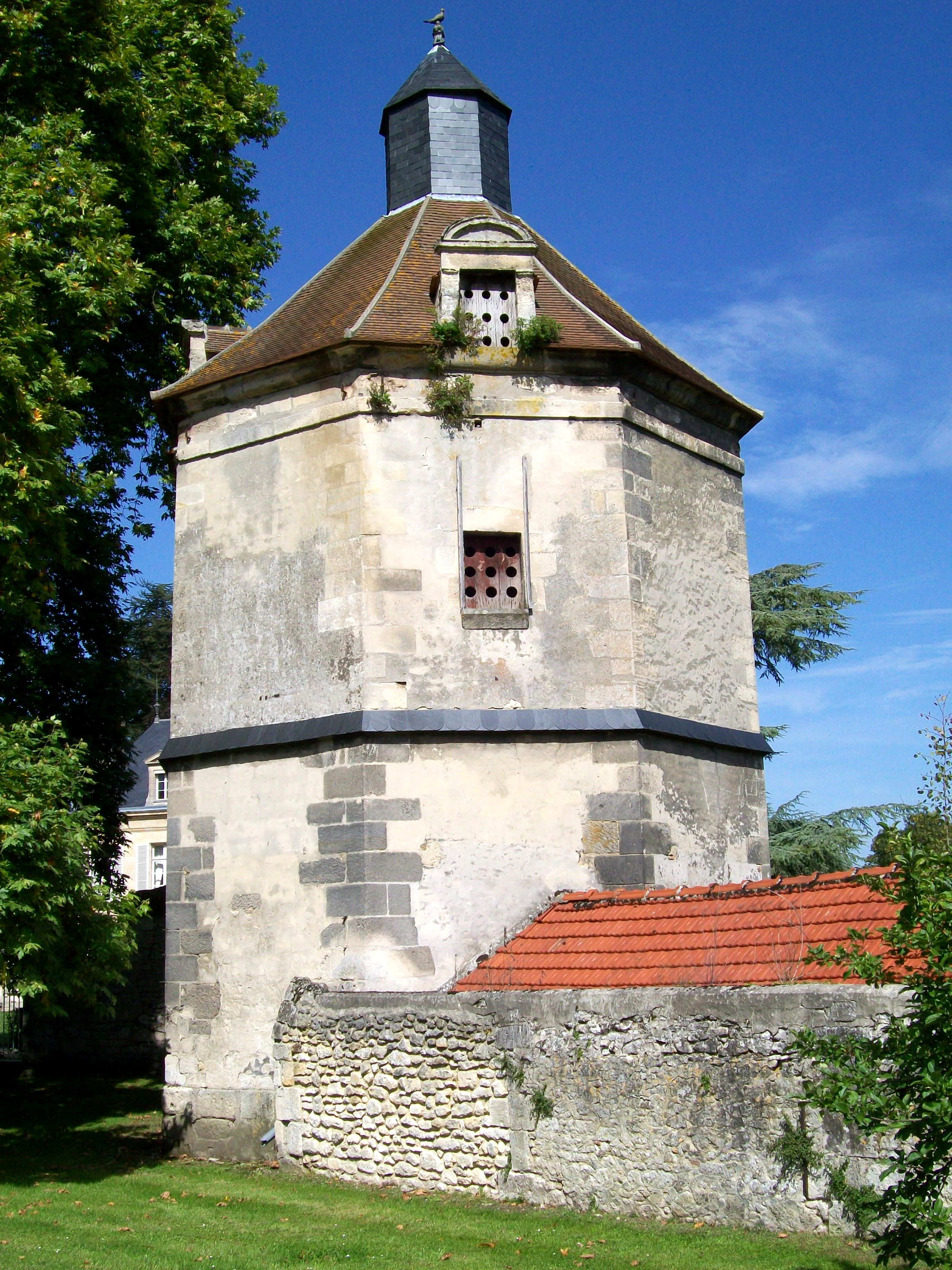
Le colombier du milieu du XVIe siècle.

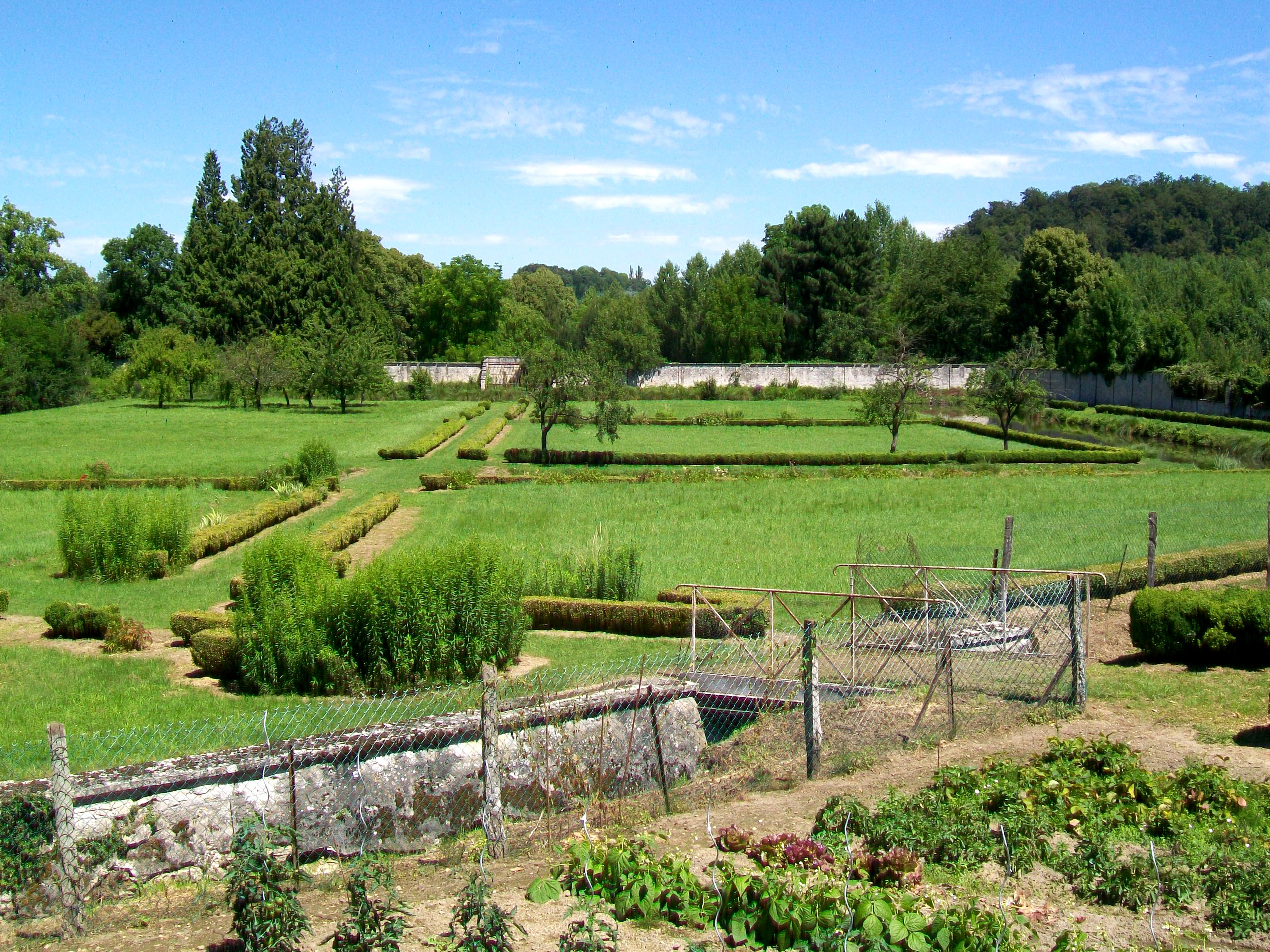
L'ancienne basse-cour du château, aujourd'hui jardin potager.

### Le colombier
Un colombier a été cité dans un dénombrement des éléments du domaine du château datant de 1411 : « ung hostel, court, granche, colombier et pressouer enclos de murs avec Basse Court dudit hostel séant oudit Roberval... ». Le colombier actuel garde en effet une salle médiévale au rez-de-chaussée, qui est octogonale et voûté d'ogives avec des nervures chanfreinées. Les murs sont pourvus de deux meurtrières orientées vers l'extérieur du domaine. L'essentiel du bâtiment date cependant de la Renaissance, et le type de frontons moulurés utilisés pour les deux lucarnes (fronton triangulaire pour l'une et en segment de cercle pour l'autre) permettent de conclure plus particulièrement à la période de construction entre 1530 et 1560. C'est Jean-François de Larocque qui fut seigneur de Roberval à cette époque, et qui fut donc exécuter les travaux de reconstruction du colombier. La transition entre le rez-de-chaussée et l'étage est marqué par un larmier couvert d'ardoises. L'étage est muni de deux fenêtres d'envol, au sud et à l'est. Le toit et couvert de tuiles plates, à l'exception du clocheton au sommet, couronné par une curieuse petite sculpture en plomb : Un pigeon est posé sur une sphère présentant quatre visages tournés vers les quatre points cardinaux, et cette sphère est montée sur un cube avec également quatre visages grimaçants. - Le colombier est situé à cheval sur le mur d'enceinte du château, au niveau de l'ancienne basse-cour, chemin des Carrieuses.

### La basse-cour
Est désignée comme basse-cour l'ancienne ferme du château, mais aussi le jardin potager de l'actuel parc, site du château médiéval entouré de douves. Quant à la ferme, son architecture remonte au XIXe siècle, et seulement aux années 1920 pour la partie située le long de la rue. Pourtant, elle est citée sous ce nom en 1411 et 1416 (voir ci-dessus), et se situait alors plus près du château actuel. Elle formait alors la basse cour (c'est-à-dire l'espace enceinte par les murailles) du château fort de Roberval. 
Dans le secteur du parc compris entre le château et la ferme, subsistent quelques vestiges de cette forteresse disparue au plus tard avec la construction du château actuel. Il s'agit de la salle basse du colombier ; de cinq contreforts, soutenant le mur longeant le chemin des Carrieuses, conservé sur 30 m de long ; des fossés inondés de dix mètres de large, formant un rectangle de 90 m x 110 soit environ un hectare ; un mur percé de deux archères s’évasant vers l’intérieur du parc et regardant vers l’église Saint-Rémi ; de nombreux fragments de céramique médiévale épars dans les champs des environs ; une excavation allongée, artificielle et inexpliquée. Il est probable qu’on ait prélevée ici la terre nécessaire à la confection d’une motte pour la forteresse primitive. Il est possible d’identifier les fossés aux douves d’une ancienne forteresse de taille moyenne.